# The Conjuring: Last Rites
The Conjuring: Last Rites is een aankomende Amerikaanse horrorfilm geregisseerd door Michael Chaves. De film zal het vervolg worden op The Conjuring: The Devil Made Me Do It uit 2021 en zal dienen als het negende deel in de The Conjuring Universe-franchise.

## Verhaal
De film volgt de paranormale onderzoekers Ed en Lorraine Warren terwijl ze samen aan hun laatste angstaanjagende onderzoek gaan beginnen. 

## Rolverdeling
| acteur         | personage       |
| -------------- | --------------- |
| Vera Farmiga   | Lorraine Warren |
| Patrick Wilson | Ed Warren       |
| Mia Tomlinson  | Judy Warren     |
| Ben Hardy      | Tony Sepra      |

## Achtergrond

### Ontwikkeling
Voordat de film The Conjuring: The Devil Made Me Do It in juni 2021 werd uitgebracht, maakte regisseur Michael Chaves bekend geïnteresseerd te zijn een vervolgfilm te maken. Acteurs Patrick Wilson en Vera Farmiga die de hoofdrollen van Ed en Lorraine Warren vertolken gaven ook aan geïnteresseerd te zijn in een eventueel vervolg. In oktober 2022 werd bekend dat een vierde The Conjuring-film in ontwikkeling was. In april 2023 werd de titel van de film bekend gemaakt als The Conjuring: Last Rites.

### Productie
De film werd net als de voorgaande film geregisseerd door Michael Chaves. Daarnaast keerden James Wan en Peter Safran beide terug om de film te produceren. Het scenario van de film werd geschreven door David Leslie Johnson-McGoldrick, Ian Goldberg en Richard Naing. De opnames van de film vonden van 17 september 2024 tot en met 22 november 2024 plaats in Londen, Engeland. Hoofdrollen in de film zijn weggelegd voor onder anderen Vera Farmiga, Patrick Wilson, Mia Tomlinson en Ben Hardy.

## Release
Op 31 juli 2025 werd de eerste trailer van de film uitgebracht. The Conjuring: Last Rites staat gepland door distributeur Warner Bros. Pictures op 5 september 2025 uitgebracht te worden in de Verenigde Staten.